# Héros de la marine
Pour plus de détails, voir Fiche technique et Distribution.
Héros de la marine (Tars and Stripes) est un court métrage américain de Buster Keaton et Charles Lamont, réalisé en 1935.

## Fiche technique
- Titre original : Tars and Stripes
- Réalisation : Charles Lamont et Buster Keaton
- Scénario : Charles Lamont et Ewart Adamson
- Producteur : E. H. Allen, E. W. Hammons
- Pays de production :  États-Unis
- Distributeur : Fox Films[1]
- Langue : anglais
- Date de sortie : 
  - États-Unis : 3 mai 1935

## Distribution
- Buster Keaton
- Vernon Dent
- Dorothea Kent
- Jack Shutta : marin
- Johnny Kascier : marin
- William Lewis : marin
- Al Thompson : marin
- Bert Young : marin